# Mravenčík bělovousý
Mravenčík bělovousý (Biatas nigropectus) je zpěvný pták obývající oblast Atlantického lesa na jihu Brazílie a v argentinské provincii Misiones do nadmořské výšky 1200 m. Žije skrytě v houštinách bambusu Guadua, jeho potravou jsou mravenci a další hmyz. 
Dosahuje délky 18 cm a váhy 25–35 g. Tělo je zbarveno olivově hnědě, samec má černou hlavu a hruď, jen přes bradu a krk se táhne široký bílý pruh. Na hlavě má také chocholku z peří, kterou v rozčilení vztyčuje.
Mravenčík bělovousý je jediným druhem rodu Biatas. Vzhledem k ubývání přirozeného životného prostředí je klasifikován jako zranitelný taxon, přežívá zejména v národních parcích. Celkový počet jedinců se odhaduje na maximálně deset tisíc.

## Galerie

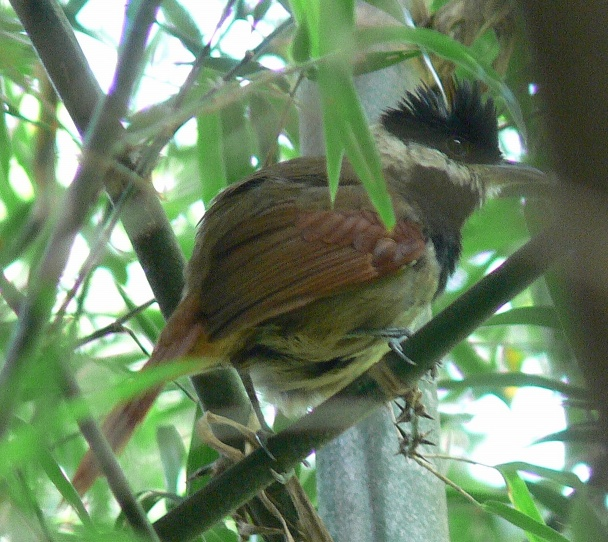
Mravenčík bělovousý (Biatas nigropectus)
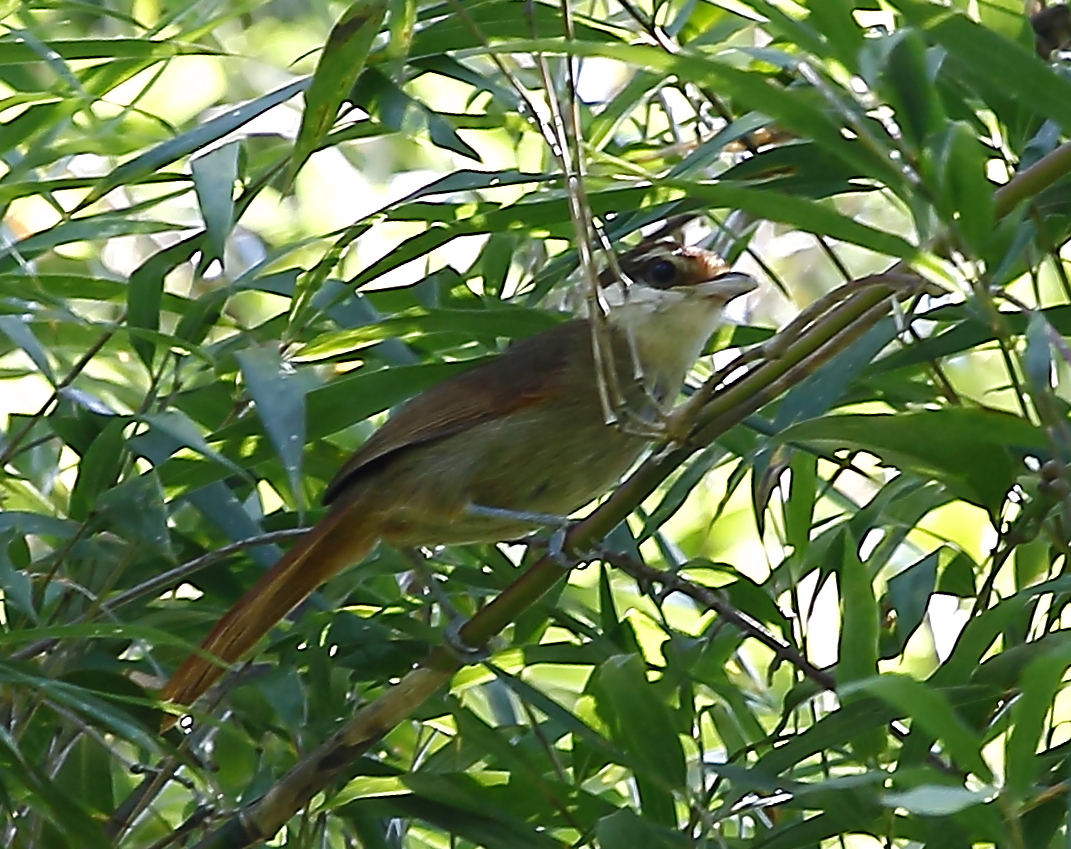
Mravenčík bělovousý (Biatas nigropectus)
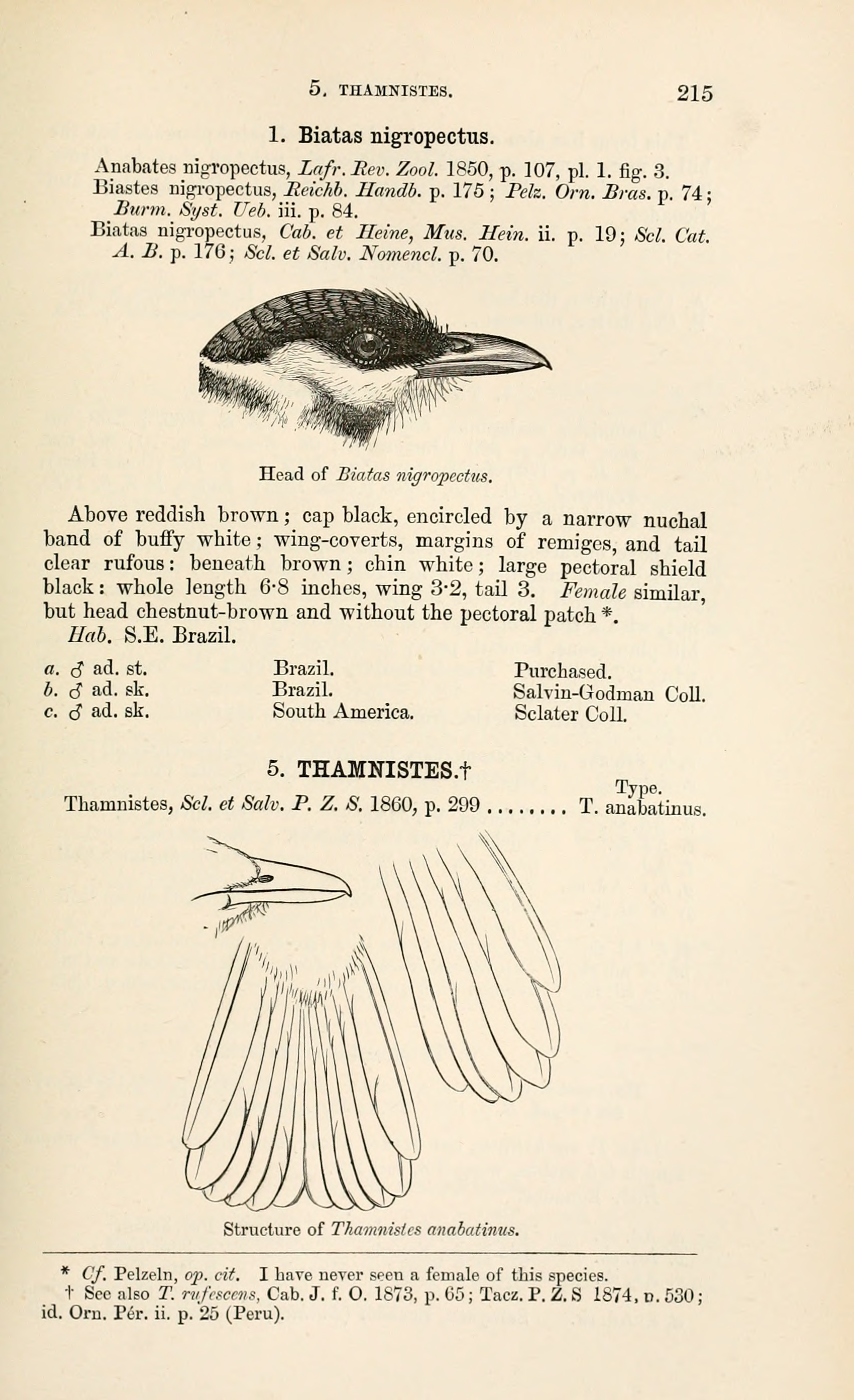
Mravenčík bělovousý (Biatas nigropectus)